# Diamond Princess (Trina)
Diamond Princess è il secondo album in studio della rapper statunitense Trina, pubblicato il 27 agosto 2002 tramite l'etichetta discografica di Atlantic Records, Slip-n-Slide. L'album ha debuttato alla posizione numero 14 nella Billboard 200.

## Tracce
1. Intro - Sommore – 0:52
2. Hustling – 2:54
3. Told Y'all (featuring Rick Ross) – 3:14
4. Rewind That Back (featuring Missy Elliott) – 3:16
5. B R Right (featuring Ludacris) – 4:22
6. U & Me – 4:07
7. Busted Skit – 1:57
8. Nasty Bitch (featuring Money Mark Diggla) – 2:34
9. No Panties (featuring Tweet) – 2:46
10. I Wanna Holla (featuring Deuce Poppi) – 3:12
11. How We Do (featuring Fabolous) – 3:19
12. Kandi (featuring Lil Brianna) – 3:09
13. Ladies 1st (featuring Eve) – 3:31
14. Get This Money – 3:50
15. 100% – 4:13
16. Do You Want Me? (featuring Bathgate) – 3:40
17. Outro - Sommore – 0:21